# Mutterunternehmen
Mutterunternehmen (auch Muttergesellschaft; englisch: parent company) ist im Konzernrecht ein Unternehmen, das durch konzerntypische Beziehungen mit einem oder mehreren anderen Unternehmen (Tochterunternehmen) verbunden ist und auf diese beherrschenden Einfluss ausüben kann.

## Allgemeines
Die Begriffe Mutter- und Tochterunternehmen sind bestimmte Rechtsbegriffe, die in § 271 Abs. 2 und § 290 HGB verwendet werden. Danach handelt es sich bei Mutter- und Tochterunternehmen um verbundene Unternehmen, die in den Konzernabschluss des Mutterunternehmens im Rahmen der Vollkonsolidierung einzubeziehen sind (§ 290 Abs. 1 Satz 1 HGB). Diese Vorschrift lehnt sich eng an IAS 27.13 an, wonach Unternehmen, die von einem Mutterunternehmen beherrscht werden (können), in den Konzernabschluss einzubeziehen sind. Voraussetzung ist, dass das Mutterunternehmen unmittelbaren oder auch nur mittelbaren beherrschenden Einfluss ausüben kann. Übt es lediglich mittelbaren Einfluss aus, gibt es aus Sicht des Mutterunternehmens noch ein Enkelunternehmen. Die Muttergesellschaft führt, die Tochter- und Enkelunternehmen werden geführt. Die Muttergesellschaft selbst kann operativ tätig sein oder sich auf die verwaltende, koordinierende und kontrollierende Tätigkeit wegen ihrer Beteiligung beschränken. Dann erfüllt auch eine Holding die Funktionen eines Mutterunternehmens.

## Voraussetzungen
Ein Mutterunternehmen liegt vor und muss einen Konzernabschluss erstellen, wenn
- es eine Beteiligung in Höhe der Mehrheit der Stimmrechte (§ 290 Abs. 2 Nr. 1 HGB; nach IAS 27.13a mindestens die Hälfte der Stimmrechte) an einem anderen Unternehmen hält oder
- es Gesellschafter mit beliebigem Anteil ist und das Recht zur Bestellung oder Abberufung der Organe bei einer anderen Gesellschaft besitzt (§ 290 Abs. 2 Nr. 2 HGB; nach IAS 27.13c die Mehrheit der Leitungsorgane bestimmen kann) oder
- es wegen eines abgeschlossenen Beherrschungsvertrages, Gewinnabführungsvertrages oder aufgrund der Satzung einen beherrschenden Einfluss auf eine andere Gesellschaft ausüben kann (§ 290 Abs. 2 Nr. 3 HGB; nach IAS 27.13b die Finanz- und Geschäftspolitik bestimmen kann) oder
- eine Beteiligung nach § 271 Abs. 1 HGB und einheitliche Leitung (§ 290 Abs. 1 HGB) vorliegen.

Die Tochtergesellschaft wirtschaftet nach Abschluss eines Beherrschungsvertrages im Interesse der Muttergesellschaft.

## Konzernrecht
Es kommt dabei nicht darauf an, ob die Muttergesellschaft ihre Rechte auch tatsächlich ausübt, da die Möglichkeit zur Ausübung ausreicht. Bei der einheitlichen Leitung hingegen muss dieses Recht tatsächlich ausgeübt werden. Einheitliche Leitung bedeutet, dass die Muttergesellschaft in mindestens einer der betrieblichen Funktionen (Beschaffung, Produktion, Finanzierung, Vertrieb) oder durch personelle Verflechtungen der Führungsorgane ihre Geschäftspolitik beim Tochterunternehmen durchsetzt. Die Muttergesellschaft kann jede Rechtsform haben, sie ist nur im Konzernrecht an die Rechtsform einer Kapitalgesellschaft (Aktiengesellschaft (AG), Kommanditgesellschaft auf Aktien (KGaA) und GmbH) mit Sitz im Inland gebunden, während für deren Tochtergesellschaft stets keine besondere Rechtsform vorgeschrieben ist. Eine Muttergesellschaft kann auch Personengesellschaft sein, wenn sie eine Beteiligung in Höhe der Mehrheit der Stimmrechte an einer anderen Gesellschaft hält. Entsprechend den umfassenden Weisungsbefugnissen der Muttergesellschaft im Vertragskonzern können Geschäfte mit den Tochtergesellschaften geschlossen werden, denen „ein ordentlicher und gewissenhafter Geschäftsleiter“ einer unabhängigen Gesellschaft (§ 317 Abs. 2 AktG) nicht zugestimmt hätte.
Nach der so genannten „Mutter-Tochter-Richtlinie“ (Richtlinie 90/435/EWG (Mutter-Tochter-Richtlinie)) genügt beim gemeinsamen Steuersystem der Mutter- und Tochtergesellschaften bereits eine Mindestbeteiligungsquote der Muttergesellschaft in Höhe von 10 % am Kapital der Tochtergesellschaft (bis 2006: 20 %; bis 2008: 15 %). Im Sinne des gewerbesteuerlichen Schachtelprivilegs liegt die Beteiligungsquote national bei 15 %, bei Beteiligungen an EU-Kapitalgesellschaften mindestens bei 10 % des Kapitals.

## Haftung der Muttergesellschaft
Bei AG und KGaA gibt es zum Zwecke des Gläubigerschutzes im Verhältnis zwischen Mutter- und Tochtergesellschaft umfangreiche Mechanismen. Das Anfangsvermögen der Tochtergesellschaft wird durch die §§ 300 bis § 303 AktG geschützt, daneben gibt es eine besondere Haftung der gesetzlichen Vertreter (§§ 308 bis § 310 AktG). Kern ist der gesetzliche Verlustausgleichsanspruch des § 302 AktG im Vertragskonzern. Die Muttergesellschaft hat die Verluste der beherrschten Tochtergesellschaft auszugleichen (§ 302 AktG) und nach Beendigung des Beherrschungs- oder Gewinnabführungsvertrags den Gläubigern der Tochtergesellschaft Sicherheit zu leisten (§ 303 AktG). Ein Jahresfehlbetrag kann bei der Tochtergesellschaft durch die Verlustausgleichspflicht der Muttergesellschaft deshalb am Bilanzstichtag nicht entstehen (§ 277 Abs. 3 Satz 2 HGB). Wenn die Muttergesellschaft aufgrund eines Gewinnabführungsvertrags den Gewinn der Tochtergesellschaft erhält oder wegen eines Beherrschungsvertrags der Tochter Weisungen erteilen darf (§ 308 AktG), muss sie auch das Verlustrisiko tragen. Im faktischen Aktienkonzern darf die Muttergesellschaft die Einflussmöglichkeiten nicht dazu benutzen, ihre Tochtergesellschaft zu einer nachteiligen Handlung zu veranlassen (§ 311 AktG), da sie ansonsten schadensersatzpflichtig wird (§ 317 AktG).
Die Haftung der Muttergesellschaft für Schulden der Tochtergesellschaft ist jedoch nicht auf diese wenigen gesetzlichen Fälle beschränkt. Rechtsprechung und Literatur befassen sich mit der Rechtsfrage, ob und inwieweit die Muttergesellschaft für die Schulden ihrer Tochtergesellschaft haftet, wenn letztere die Rechtsform einer Kapitalgesellschaft besitzt. Im Regelfall besteht hier das Trennungsprinzip, wonach Privatvermögen und Gesellschaftsvermögen bei Kapitalgesellschaften streng getrennt voneinander zu betrachten sind. Nach § 1 Abs. 1 Satz 2 AktG und § 13 Abs. 2 GmbHG haftet den Gläubigern der AG und der GmbH nur deren Gesellschaftsvermögen. Reicht das Gesellschaftsvermögen der Tochtergesellschaft für die Rückzahlung der Gesellschaftsschulden nicht aus, besteht im Regelfall keine Haftung der Muttergesellschaft.
Den Gläubigern der Tochtergesellschaft stehen eigene Ansprüche gegen die Muttergesellschaft zu, die analog zu den §§ 128, 129 HGB für die Verbindlichkeiten ihrer Tochtergesellschaft haftet. Wird eine Durchgriffshaftung zugelassen, haftet die Muttergesellschaft nach den §§ 105 Abs. 1, § 128 HGB ausnahmsweise unmittelbar und unbeschränkt. Die Tatbestände der Kapitalerhaltung (§§ 57, § 62 AktG, § 30, § 31 GmbHG) sind vorrangig und ersetzen, wo sie eingreifen können, die Durchgriffshaftung. Eine Unterkapitalisierung kann ohne das Hinzutreten weiterer Umstände nicht zur Durchgriffshaftung führen. Es muss sich um eine materielle Unterkapitalisierung handeln, weil die rechtsformbedingte Haftungsbeschränkung der Tochtergesellschaft dann zweckwidrig ist und damit zur Haftung der Muttergesellschaft für die Verbindlichkeiten ihrer Tochtergesellschaft führt. Eine unechte Durchgriffshaftung liegt vor, wenn die Muttergesellschaft zu Gunsten ihrer Tochtergesellschaft Bürgschaften oder Patronatserklärungen als Kreditsicherheit für Kredite an die Tochtergesellschaft abgegeben hat.